# Дувр ла Деливран
Дувр ла Деливран (фр. Douvres-la-Délivrande) насеље је и општина у северној Француској у региону Доња Нормандија, у департману Калвадос која припада префектури Кан.
По подацима из 2011. године у општини је живело 5014 становника, а густина насељености је износила 468,16 становника/km². Општина се простире на површини од 10,71 km². Налази се на средњој надморској висини од 19 метара (максималној 58 m, а минималној 17 m).

## Демографија
| 1962. | 1968. | 1975. | 1982. | 1990. | 1999. | 2011. |
| ----- | ----- | ----- | ----- | ----- | ----- | ----- |
| 1.821 | 1.916 | 2.356 | 2.877 | 3.983 | 4.809 | 5.014 |

График промене броја становника у току последњих година